# Intercity-Express

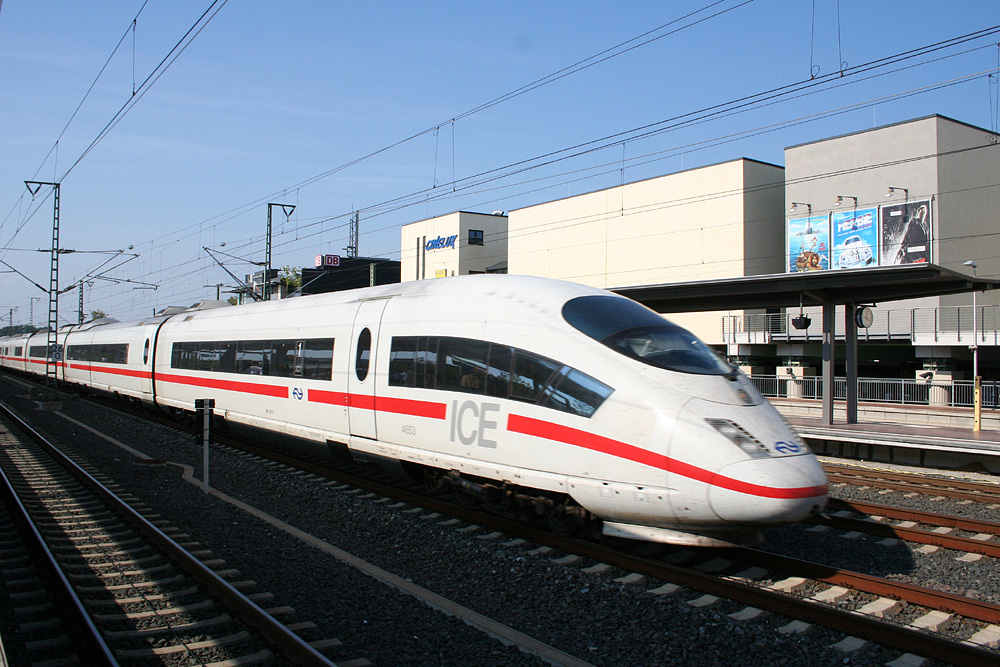
ICE 3

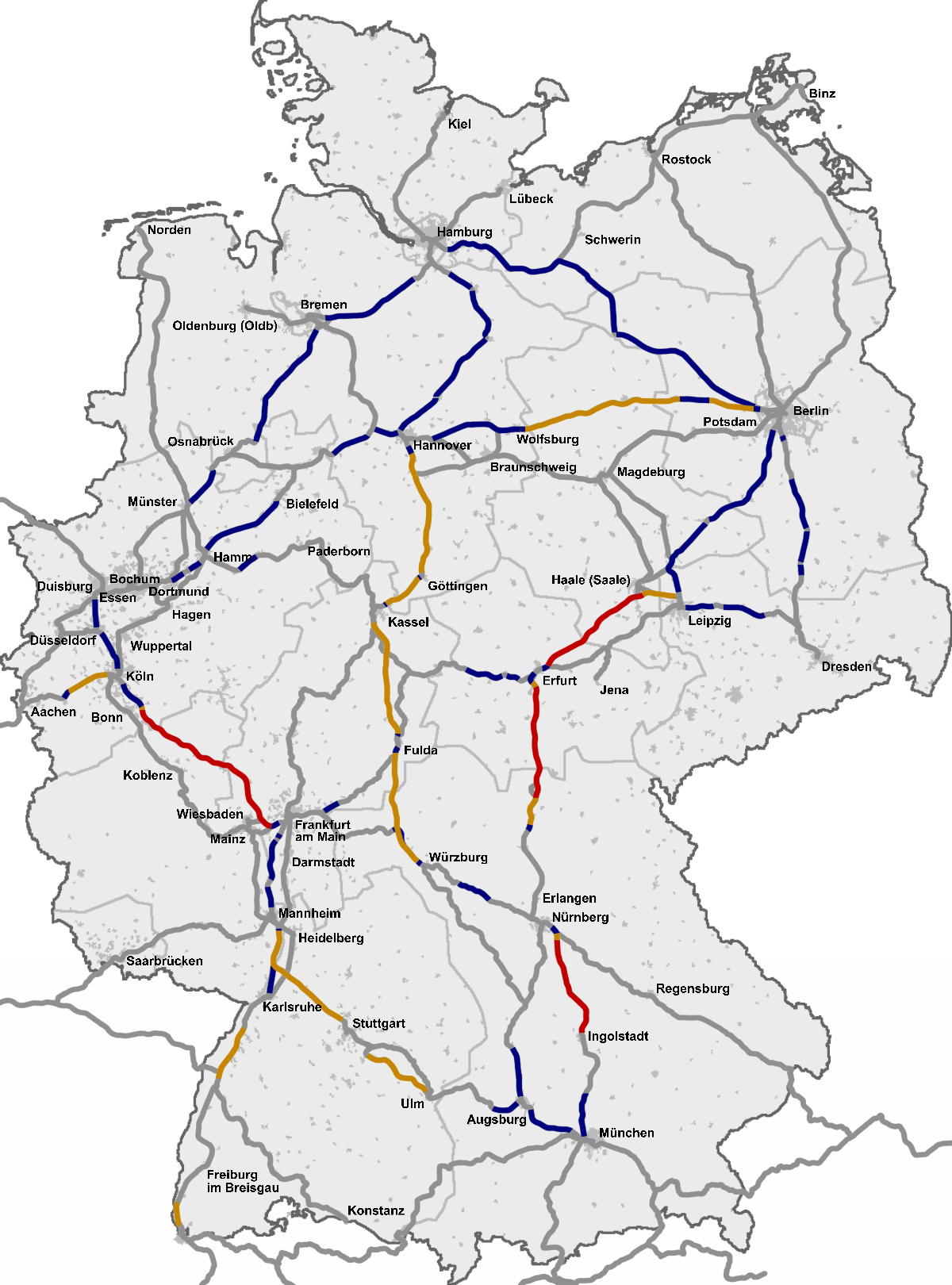
Rețeaua ICE în Germania
Roșu: 300 km/h
Portocaliu: 250 km/h
Albastru: 200 km/h
Gri: Linii convenționale

Intercity-Express, pe scurt ICE, este un sistem german de trenuri de mare viteză care circulă în Germania, Austria, Elveția, Franța, Belgia, Olanda și Danemarca, fiind cea mai rapidă categorie de trenuri ale companiei germane Deutsche Bahn AG. În Austria și Elveția se mai întrebuințează scrierea veche „InterCityExpress”.
Inaugurarea oficială a sistemului ICE a avut loc în data de 29 mai 1991 în noua gară Kassel-Wilhelmshöhe de pe Linia de cale ferată de mare viteză Hanovra-Würzburg. La ora 12 a zilei respective, după ce cinci garnituri ICE din orașele Bonn, Hamburg, Mainz, Stuttgart și München au sosit concomitent în noua stație, președintele federal Richard von Weizsäcker a declarat deschis transportul feroviar de mare viteză în Germania.
Deutsche Bundesbahn a început o serie de teste în anul 1985 folosind un tren numit InterCityExperimental (cunoscut și sub numele ICE-V). Trenul a stabilit un nou record mondial de viteză de 406,9 km/h la data de 1 mai 1988. Trenul a fost retras din uz în anul 1996 și înlocuit cu o nouă unitate de testare, numită ICE S.
Pe lângă rețeau internă, trenurile sunt folosite și în țările învecinate cu Germania. De exemplu, există linii ICE1 între Basel și Zürich. Trenurile ICE 3 circulă între Liège și Bruxelles și spre Amsterdam. Pe 10 iunie 2007, a fost inaugurată o nouă linie între Paris și Frankfurt/Stuttgart, operată în comun de către trenuri ICE și TGV. 
Trenurile ICE T germane și austrice fac legătura cu Viena. Pe 9 decembrie 2008, trenul ICE TD a fost introdus din Berlin via Hamburg către orașe din Danemarca precum Aarhus și Copenhaga. 
Operatorul spaniel de cale ferată RENFE folosește de asemenea trenuri  ICE 3 (Siemens Velaro) denumite AVE Class 103, care ating o viteză de 350 km/h. Versiuni mai late au fost comandate de China pentru conexiunea Beijing-Tianjin Intercity Railway (CRH3) și Rusia pentru rutele Moscova – Sankt Petersburg și Moscova - Nizhniy Novgorod (Velaro RUS).
Rețeaua căilor ferate de mare viteză din Germania este în continuă creștere, inclusiv datorită interconectării cu rețeaua franceză LGV Est în cadrul proiectului magistralei europene.